# USS Ralph Talbot (DD-390)
USS Ralph Talbot (DD-390) byl americký torpédoborec bojující v druhé světové válce. Jednalo se o jednu z osmi postavených jednotek třídy Bagley. Torpédoborec postavila v letech 1935–1937 americká loděnice Boston Navy Yard. 
Ralph Talbot strávil celou válku v Pacifiku a získal celkem 12 vyznamenání battle star. V době japonského útoku na Pearl Harbor dne 7. prosince 1941 se Ralph Talbot nacházel v přístavu a podílel se tak na jeho obraně. V lednu 1942 se pak účastnil nájezdů na Japonci ovládané Marshallovy a Gilbertovy ostrovy a nájezdu na ostrovy Wake a Marcus. 
Poté se torpédoborec podílel na operacích u Guadalcanalu, v bitvě u ostrova Savo ve dnech 8.–9. srpna 1942 však byl těžce poškozen a musel odplout do USA k opravám. Po návratu se Ralph Talbot zapojil do obsazení Šalomounových ostrovů. Dne 6. července 1943 bojoval jako součást operačního svazu TG 36.1 v bitvě v zálivu Kula, ve které Američané ztratili lehký křižník USS Helena. Ve dnech 12.–13. července 1943 pak torpédoborec bojoval i v bitvě u ostrova Kolombangara a 7. října 1943 v bitvě u Vella Lavella. V Pacifiku pak Ralph Talbot operoval až do konce války.
Po válce byl torpédoborec vyřazen ze služby a v roce 1946 použit jako terč při dvou jaderných testech na atolu Bikini. V roce 1948 byla radioaktivitou kontaminovaná loď potopena poblíž atolu Kwajalein.